# Lónsöræfi
Koordinaten: 64° 34′ 28″ N, 15° 10′ 17″ W

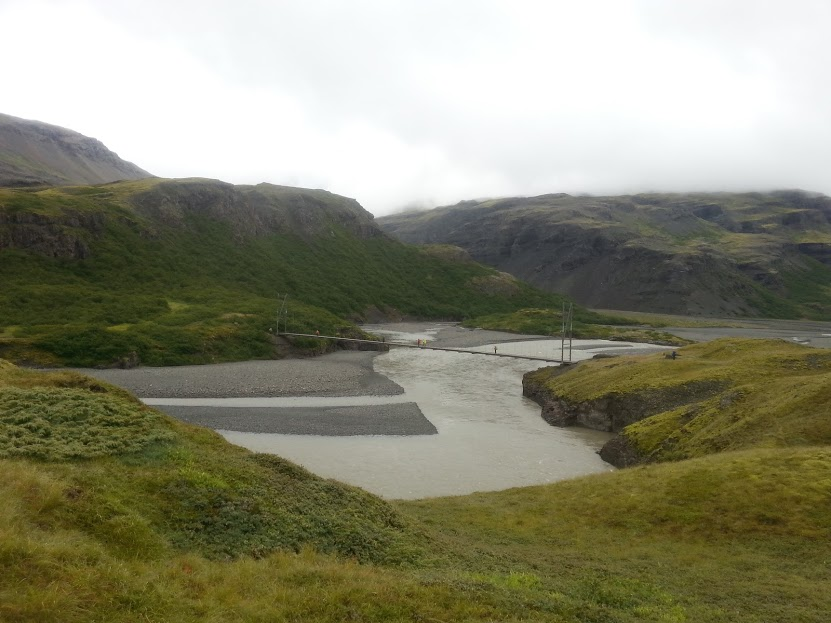
Eine Brücke für Wanderer in diesem Gebiet

Die Lónsöræfi sind eine Landschaft im Südosten von Island östlich der Stadt Höfn.
Das Gebiet wird auch Stafafellsfjöll genannt und von der Jökulsá í Lóni durchflossen. Viele Berge in diesem Gebiet erreichen eine Höhe von über 1000 Metern, zum Beispiel Sauðhamarstindur (1319 m), Jökulgilstindar (1313 m) und der Hnappadalstindur (1210 m). Vom Norden der Lónsöræfi kann man den Snæfell sehen, den mit 1833 m höchsten Berg außerhalb des Vatnajökull.
Das Gebiet steht bereits seit 1977 unter Naturschutz.
Auch wenn dieses Gebiet nicht so bekannt ist wie der Laugavegur oder Skaftafell sind auch hier viele Wanderer unterwegs.